# Koccağız (Tufanbeyli)
Koccağız ist ein Ortsteil (Mahalle) im Landkreis Tufanbeyli der türkischen Provinz Adana mit 38 Einwohnern (Stand: Ende 2024). Im Jahr 2011 hatte der Ort 62 Einwohner.